# Vùng cao Volga

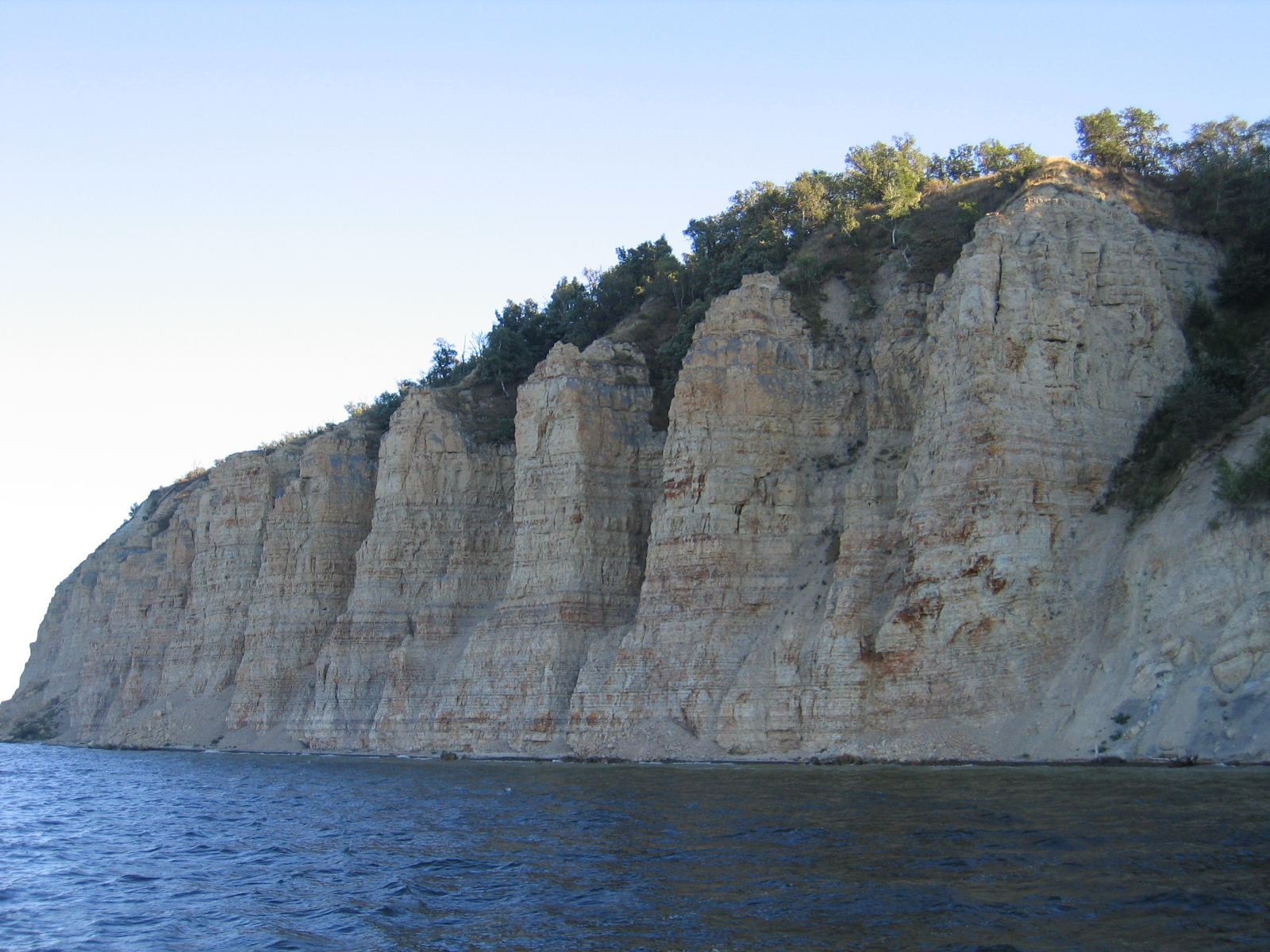
Vách núi đá bên sông Volga đoạn chảy qua Công viên Quốc gia Shcherbakovskij.

Vùng cao Volga, còn gọi là Cao nguyên Volga, (tiếng Nga: Приволжская возвышенность; chuyển tự Latinh: Privolzhskaya vozvyshennost'), là một vùng bình nguyên rộng lớn của đồng bằng Đông Âu ở phần châu Âu của Nga, nằm ở phía tây sông Volga và phía đông của vùng cao Trung Nga.
Vùng cao nằm trong vùng khí hậu lục địa mát mẻ, đặc trưng bởi sự biến động lớn về nhiệt độ theo mùa và nhìn chung lượng mưa ít. Bên ngoài các thành phố trong khu vực, mật độ dân số nhìn chung là từ 28 đến 129 người trên mỗi dặm vuông.

## Địa lý
Vùng cao chạy dài khoảng 800 kilômét theo hướng tây tây nam - bắc đông bắc từ Volgograd đến Kazan, rộng (hướng đông đông nam - tây tây nam) khoảng 500 km. Hồ chứa Tsimlyansk nằm ở đầu phía tây nam của vùng cao Volga, còn hồ chứa Kuybyshev ở đầu phía đông bắc.
Cảnh quan trên Vùng cao Volga là đồi núi và một số con sông chảy vào đó, chẳng hạn như sông Khopyor, sông Medveditsa và sông Sura. Kênh đào Volga-Don cắt qua vùng đất thấp giữa vùng cao Volga ở phía bắc và vùng đồi Yergeni liền kề ở phía nam.
Bản thân Vùng cao Volga có dân cư khá thưa thớt, nhưng dọc theo rìa của chúng và đặc biệt dọc theo bờ sông Volga có một số thành phố lớn, như (từ bắc xuống nam) Kazan, Ulyanovsk, Saransk, Penza, Syzran, Saratov và Volgograd.

## Phạm vi phụ
Các dãy đồi dọc theo bờ sông Volga theo truyền thống được gọi là núi (горы), mặc dù có chiều cao thấp. Những dãy chính là:
- Dãy núi Uslon
- Dãy núi Yuryevy
- Dãy núi Bogorodskye
- Dãy núi Syukeyevo
- Dãy núi Tetyushi
- Dãy núi Undory
- Dãy núi Zhiguli
- Dãy núi Khvalynsk
- Sườn Don-Medveditsa

## Các địa phương
Các chủ thể liên bang sau đây nằm trên Vùng cao Volga:
- Nizhny Novgorod Oblast,
- Mordovia,
- Chuvashia,
- Tatarstan,
- Penza Oblast,
- Ulyanovsk Oblast,
- Samara Oblast,
- Saratov Oblast,
- Volgograd Oblast.

Trừ Volgograd thuộc Vùng liên bang Phía Nam, còn lại đều thuộc Vùng liên bang Volga.